# Hegbach
Der Hegbach, in historischen Quellen auch Heegbach genannt, ist ein 28,6 km langer, östlicher und linker Zufluss des Schwarzbachs. Er fließt im Landkreis Darmstadt-Dieburg, im Landkreis Offenbach, in der Stadt Darmstadt und im Kreis Groß-Gerau in Hessen. Sein Oberlauf trägt den Abschnittsnamen Rutschbach.

## Namen
Seinen Namen erhielt der Hegbach vermutlich aufgrund seiner Grenzfunktion – Hege bedeutete so viel wie Grenze. Er ging in den Namen der Naturraum-Untereinheit Hegbach-Apfelbach-Grund der Untermainebene ein.
Der Abschnittsname Rutschbach leitet sich vom Personennamen *Rōd („Bach des Rodes“) ab.

## Geographie

### Quellbäche
Der Hegbach entsteht durch den Zusammenfluss des von Norden heran fließenden Fritzenwiesengrabens und des von Osten kommenden Rutschbachs. Der Fritzenwiesengraben entspringt bei Offenthal. Die Quelle des Rutschbach liegt im Walddistrikt Am langen Stein im Westen der Gemarkung Urberach; er ist in manchen Kartenwerken von der Quelle an als Hegbach gekennzeichnet und teilt mit diesem die gleiche Gewässerkennzahl und ist demnach der Oberlauf des Hegbachs. Im Gegensatz hierzu wird der Name Rutschbach in amtlichen Flurkarten für den Hegbach bis zur Unterquerung der Bundesstraße 3 beim Egelsbacher Wohnplatz Bayerseich beibehalten.

### Weiterer Verlauf
Der Hegbach mäandriert in westliche Richtung und fließt zunächst durch das 3 km lange Naturschutzgebiet Hegbachaue bei Messel mit dem 2,5 km östlich oberhalb der B 3 liegenden Ernst-Ludwig-Teich. Bis zur Unterquerung der Bundesautobahn 5 bilden die Täler des Heg- und Rutschbachs die Grenze zwischen Darmstadt und dem Landkreis Darmstadt-Dieburg im Süden und dem Landkreis Offenbach im Norden. 

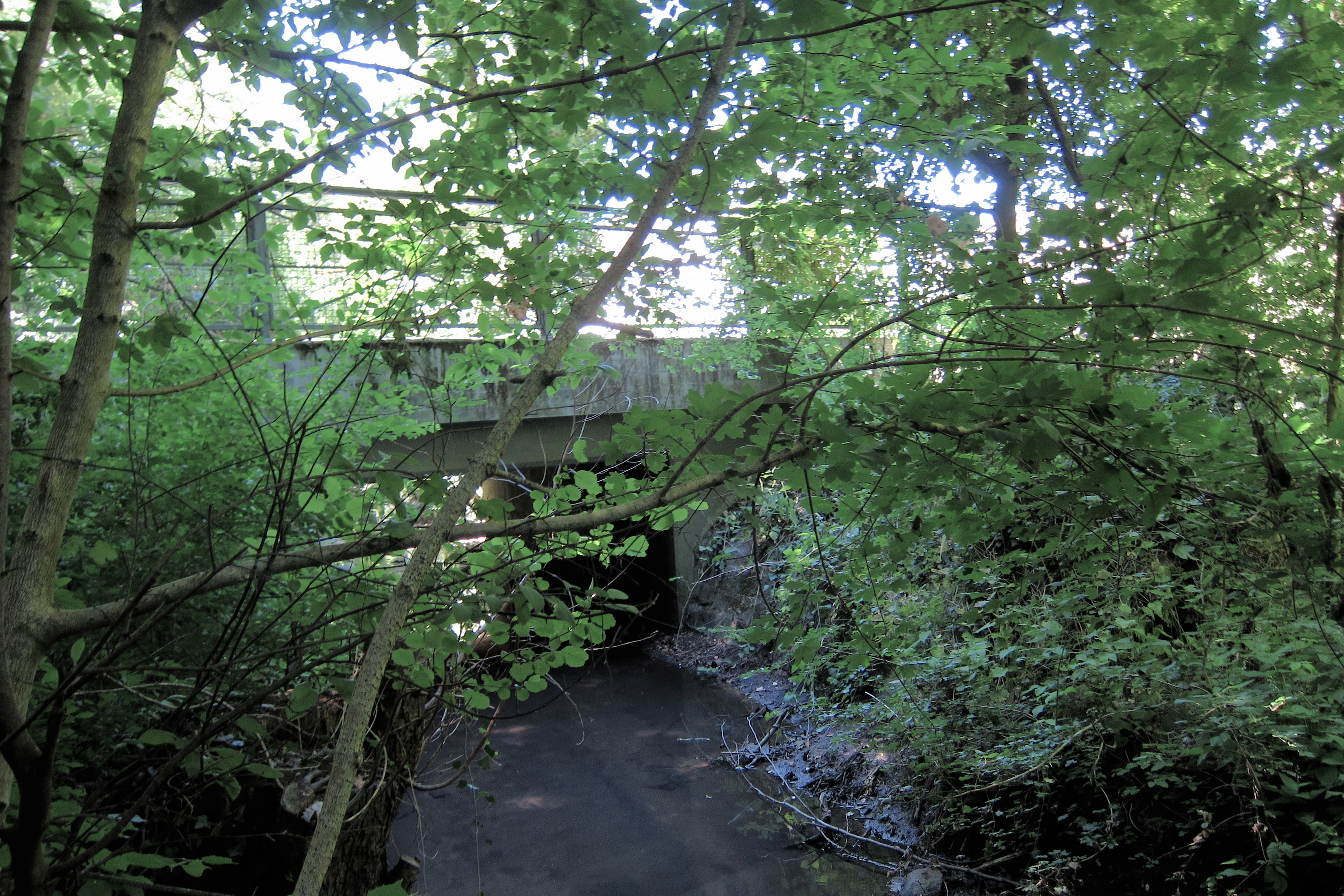
Hegbach bei Mörfelden mit Brücke der L3113

Zwischen Egelsbach und Erzhausen wird der Hegbach westlich um den Flugplatz Frankfurt-Egelsbach in einem künstlich um 700 m verlängerten Bachbett herumgeführt. Westlich der A 5 fließt der Bach südlich von Mörfelden durch das Stadtgebiet von Mörfelden-Walldorf. Nach der Unterquerung der Bundesautobahn 67 bei Nauheim speist er den Hegbachsee, der im Zuge des Autobahnbaus ausgekiest worden war.
Der Hegbach mündet 2,4 Bachkilometer nach dem Hegbachsee zwischen Nauheim und Groß-Gerau, nach Unterquerung der Landesstraße 3482 (frühere B 42), von links und Osten in den Schwarzbach. Auf dieser Strecke fließt der Hegbach durch das Naturschutzgebiet Erlenwiese und Kratzenau von Groß-Gerau und Nauheim und durch das Vogelschutzgebiet Hessische Altneckarschlingen. Der Schwarzbach mündet später bei Ginsheim-Gustavsburg durch den Ginsheimer Altrhein in den Rhein. 

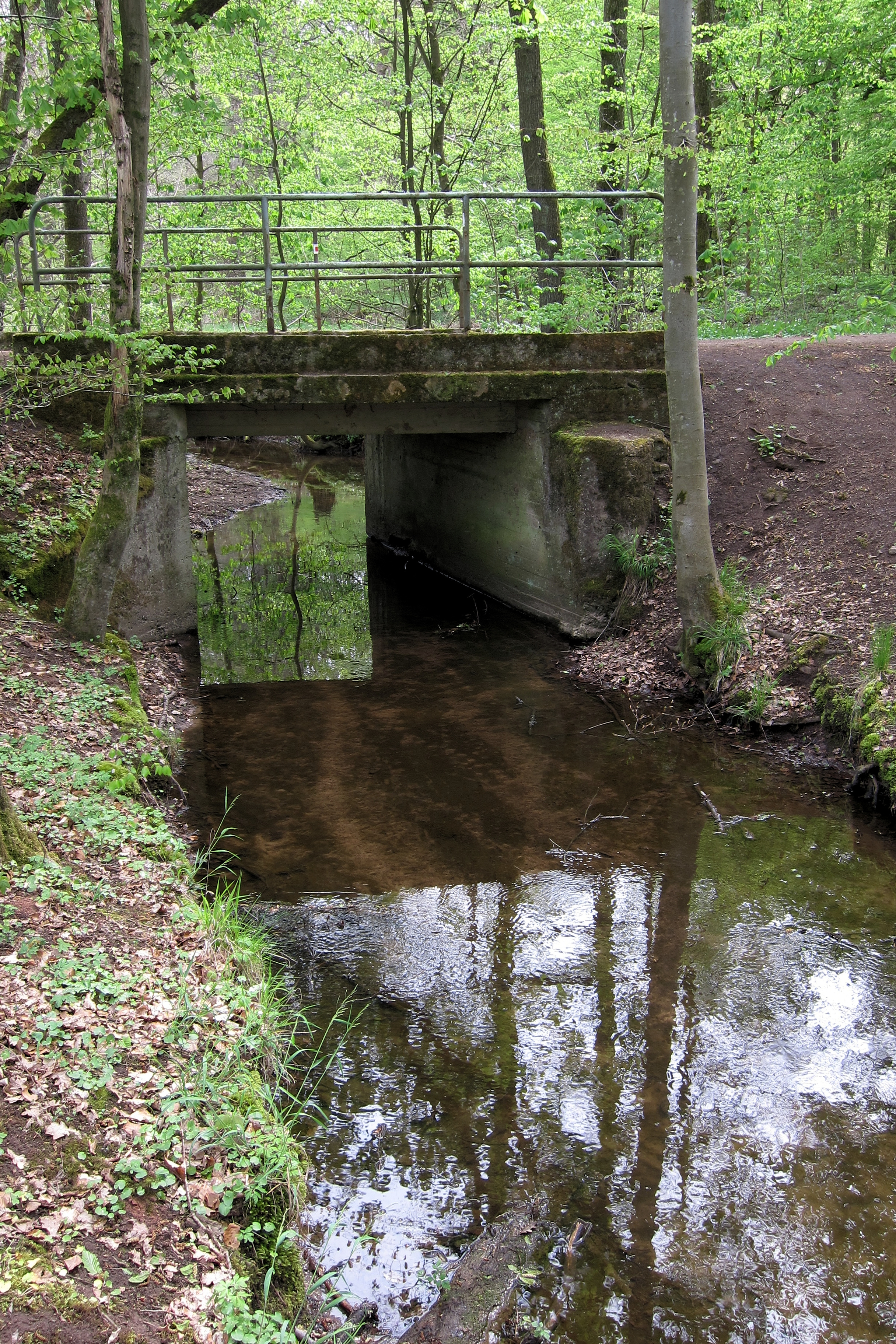
Hegbach in der Langener Koberstadt
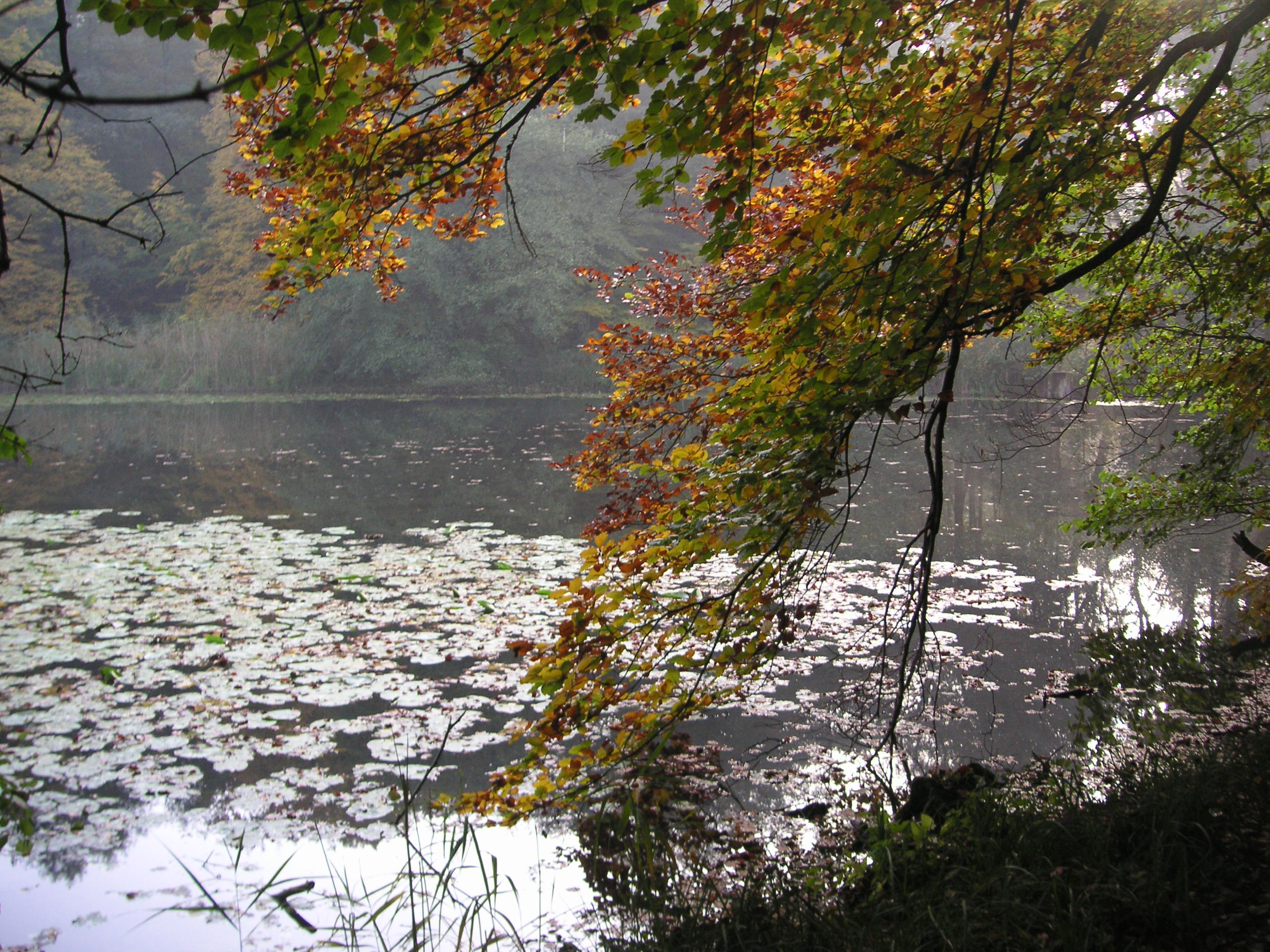
Ernst-Ludwig-Teich (2008)
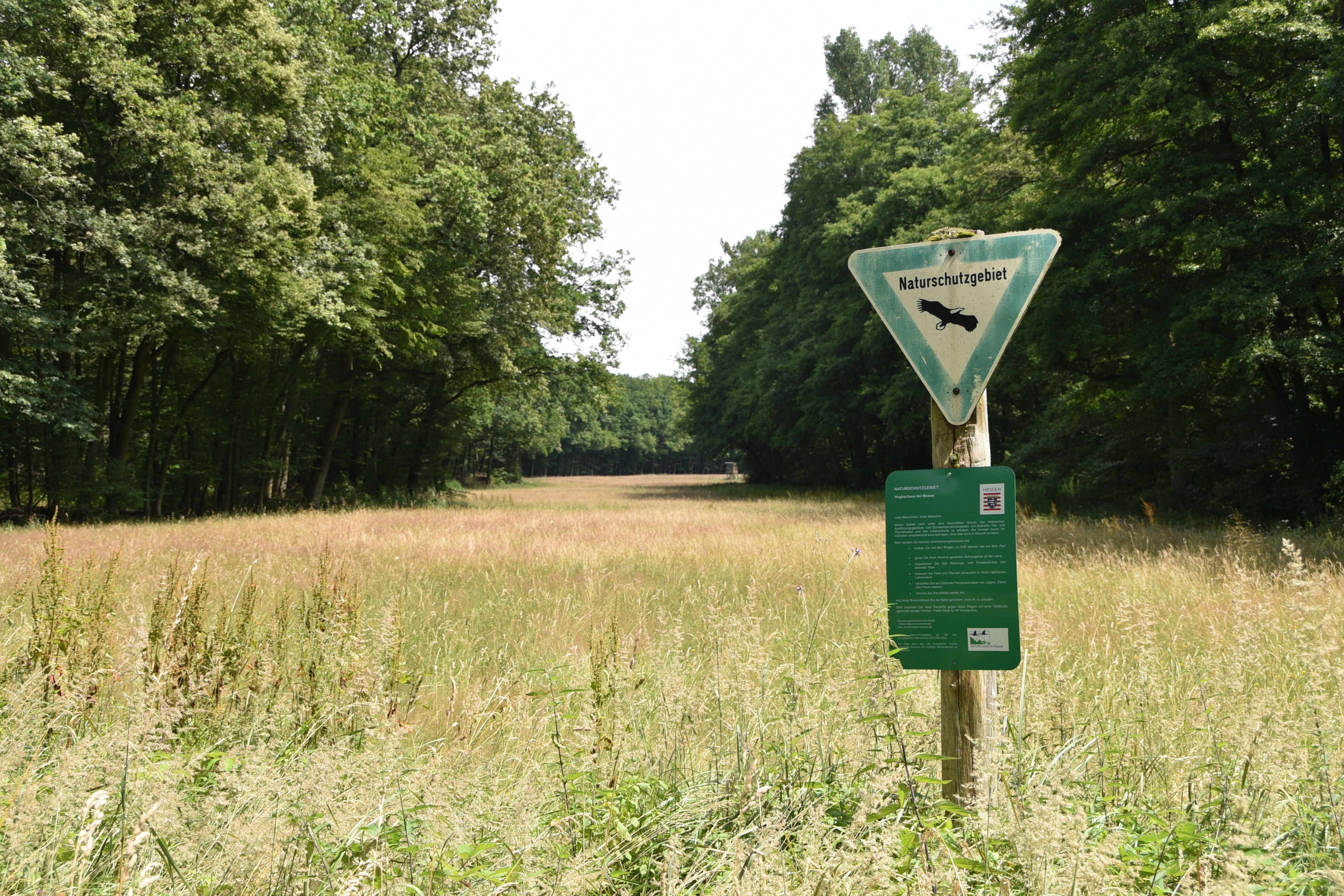
Hegbachaue (2016)
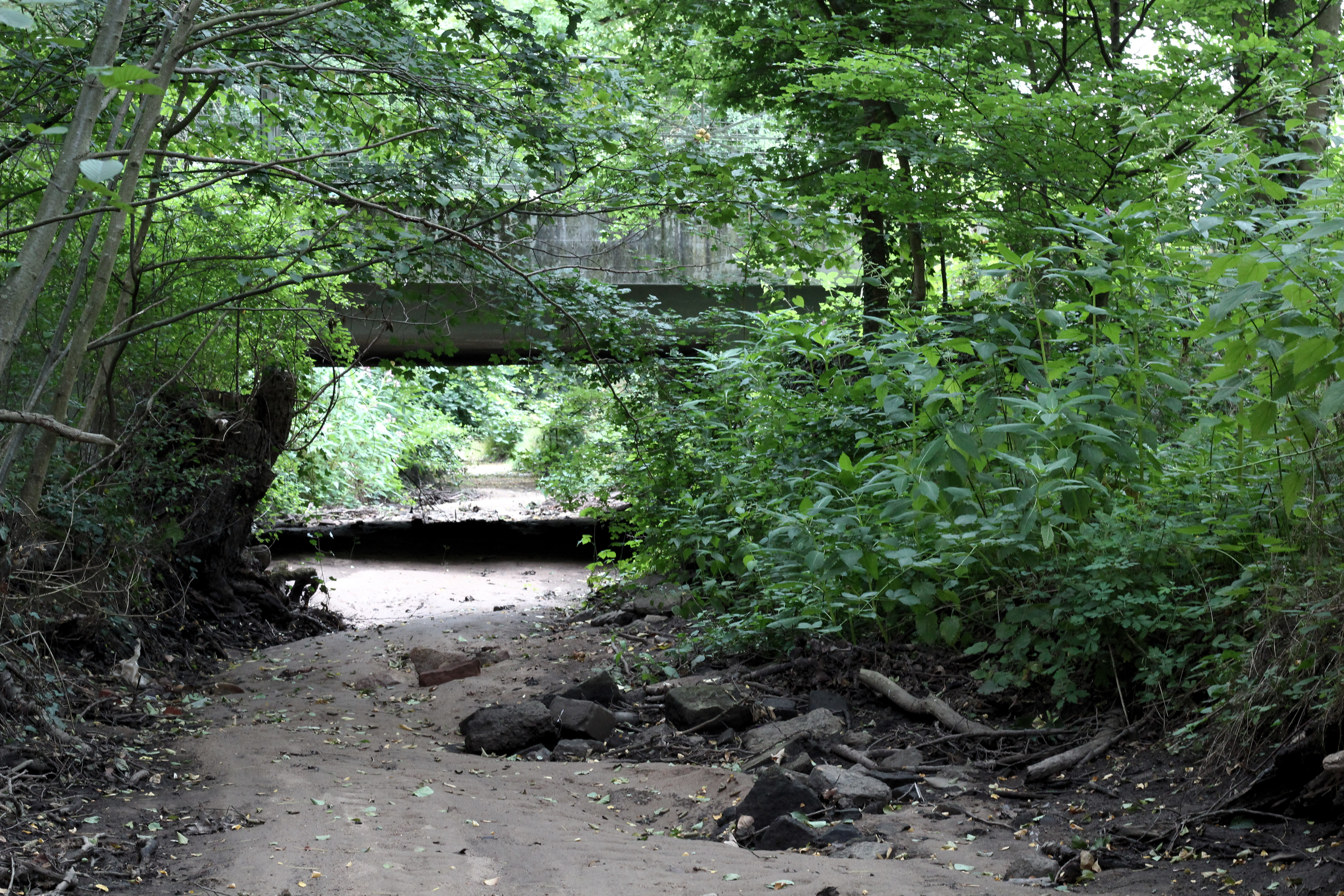
Ausgetrockneter Hegbach bei Mörfelden mit Brücke der L3113 im Sommer 2019

### Einzugsgebiet
Das 92,37 km² große Einzugsgebiet des Hegbachs liegt im Messeler Hügelland und in der Untermainebene. Es wird über den Schwarzbach und den Rhein zur Nordsee entwässert.
Es grenzt
- im Norden und Nordosten an das des Schwarzbachs;
- im Osten an das des Mainzuflusses Rodau und an das der Lache, die über die Gersprenz in den Main entwässert und
- im Süden an das des Mühlbachs, einem weiteren Zufluss des Schwarzbachs.

Das Einzugsgebiet ist zu einem großen Teil bewaldet.

### Zuflüsse
Zu seinen Zuflüssen inklusive seiner Quellbäche gehören bachabwärts betrachtet (laut im Tabellenkopf genannten Einzelnachweisen):
| Name                                                                                                | Seite  | Länge (km) | Quell-          | Mündungs-       | Mündungs- ort (Lage) | Mü-Stat. (km) | EZG (km²) | GKZ      |
| Name                                                                                                | Seite  | Länge (km) | höhe (m ü. NHN) | höhe (m ü. NHN) | Mündungs- ort (Lage) | Mü-Stat. (km) | EZG (km²) | GKZ      |
| --------------------------------------------------------------------------------------------------- | ------ | ---------- | --------------- | --------------- | -------------------- | ------------- | --------- | -------- |
| Rutschbach (Hegbachoberlauf)                                                                        | links  | 03,0       | 1780            | 154,0           | Bayerseich (o)       | 25,65         | 04,81     | 23982    |
| Fritzenwiesengraben                                                                                 | rechts | 04,0       | 1850            | 154,0           | Bayerseich (o)       | 25,65         | 06,51     | 23982-12 |
| Tränkbach (Tränkebach)                                                                              | rechts | 08,9       | 182,5           | 102,0           | Mörfelden (o)        | 12,90         | 11,23     | 23982-4  |
| Kirchnerseckgraben                                                                                  | rechts | 09,2       | 157,0           | 099,0           | Mörfelden (o)        | 11,45         |           | 23982-52 |
| Bach von Erzhausen (Gänswiesenbach, Ebertswinkelgraben)                                             | links  | 08,0       | 124,0           | 096,5           | Mörfelden (b)        | 10,15         | 08,01     | 23982-6  |
| Faulgraben                                                                                          | links  | 01,7       | 090,5           | 088,0           | Hegbachsee (o)       | 03,05         |           | 23982-74 |
| Apfelbach                                                                                           | links  | 13,7       | 113,0           | 087,0           | Hegbachsee (i)       | 02,65         | 31,27     | 23982-8  |
| Silchergraben                                                                                       | links  | 03,4       | 090,5           | 086,0           | Hegbachsee (u)       | 00,95         |           | 23982-92 |
| Abkürzungen (Lage): o = oberhalb, u = unterhalb des Mündungsortes; i = in den, b = beim Mündungsort |        |            |                 |                 |                      |               |           |          |

## Geschichte
Der Hegbach trennte als Begleiter der mittelalterlichen Landwehr die Gerauer Mark von der Mark Langen. Später bildete er die Grenze zwischen der Landgrafschaft Hessen-Darmstadt und den Grafschaften Isenburg und Hanau. Im Mittelalter befanden sich an den Brücken über den Bach sogenannte Schläge, Kontrollstellen an den Übergängen von einem zum anderen Hoheitsgebiet, von wo aus der Geleitschutz für Fuhrwerke auf den überfallgefährdeten Waldwegen organisiert wurde.
Großherzog Ernst Ludwig ließ den Hegbach aufstauen; der Ernst-Ludwig-Teich diente als Fischwasser.